# WrestleMania 39
WrestleMania 39 (comercializat ca WrestleMania Goes Hollywood) a fost un eveniment de wrestling din 2023 produs de WWE. A fost cea de-a 39-a WrestleMania anuală și a avut loc ca un eveniment de două nopți sâmbătă, 1 aprilie și duminică, 2 aprilie 2023, pe Stadionul SoFi din Inglewood, California - locația inițială a WrestleMania 37 înainte ca pandemia de COVID-19 să-l forțeze să fie relocat. Evenimentul a fost difuzat prin pay-per-view⁠(d) (PPV) și livestreaming și a prezentat luptători din Raw⁠(d) și SmackDown⁠(d). Luptătorul WWE The Miz și rapperul Snoop Dogg au servit drept gazde pentru eveniment. 
| ← Anterior NXT Stand & Deliver | Următor → Backlash |

| ← Anterior 38 | Următor→ XL |

WrestleMania 39 a fost al șaselea care a avut loc în Greater Los Angeles (după 2, VII, XII, 2000 și 21) și al șaptelea în statul California în general (inclusiv  Wrestlemania 31, care a avut loc în San Francisco Bay Area). A fost primul WrestleMania care a transmis live pe Binge în Australia. Acesta ar fi ulterior ultimul WrestleMania în care WWE era încă deținut și controlat de familia McMahon, deoarece pe 3 aprilie, a doua zi după eveniment, s-a confirmat căci compania a fost vândută către Endeavour. Vânzarea a fost finalizată pe 12 septembrie, WWE fuzionând cu Ultimate Fighting Championship pentru a deveni divizii ale unei noi entități numite TKO Group Holdings.
Cardul a cuprins un total de 15 meciuri, dintre care opt în noaptea 1 și șapte în noaptea 2. În main event pentru noaptea 1, Kevin Owens și Sami Zayn i-au învins pe The Usos (Jey Uso și Jimmy Uso) pentru a câștiga Undisputed WWE Tag Team Championship, punând capăt  domniei lor(Usos) record la 622 de zile. A fost a doua oară  când un meci pe echipe a fost main event, după WrestleMania I în martie 1985. În alte meciuri , Seth "Freakin" Rollins l-a învins pe Logan Paul, Rey Mysterio l-a învins pe Dominik Mysterio, Rhea Ripley a învins-o pe Charlotte Flair pentru a câștiga Smackdown Women's Championship, iar în deschidere, John Cena a pierdut în fața lui Austin Theory pentru WWE United States Championship. Evenimentul a inclus și revenirea în ring a lui Pat McAfee, care a luptat în primul său meci de la SummerSlam 2022, precum și debutul în ring WWE al lui Snoop Dogg, care au învins ambii pe The Miz în meciuri improvizate, acesta din urmă având loc în Night 2.
În main event-ul pentru Night 2, Roman Reigns l-a învins pe Cody Rhodes pentru a păstra Undisputed WWE Universal Championship. Acest lucru l-a făcut ulterior pe Reigns al doilea luptător, după Hulk Hogan, care a participat la trei WrestleManias consecutive ca și campion mondial în timpul aceleiași domnii, dar l-a făcut singurul luptător care a apărat un titlu la fiecare. În alte meciuri, Edge l-a învins pe „Demonul” Finn Bálor într-un meci Hell in a Cell, Gunther a învins într-un meci triple threat pe Drew Mcintyre și Sheamus  pentru WWE Intercontinental de la SmackDown, Bianca Belair a învins-o pe Asuka pentru a păstra Raw Women's Championship, iar în meciul de deschidere, Brock Lesnar l-a învins pe Omos. Noaptea 2 a fost notabilă și pentru revenirea lui Shane McMahon, care a apărut ultima dată la Royal Rumble 2022.
Evenimentul a primit recenzii în general pozitive din partea criticilor; meciurile Undisputed WWE Tag Team Championship, Intercontinental Championship și SmackDown Women's Championship au fost evidențiate ca momente importante pe parcursul întregului eveniment, primele două fiind evaluate cu cinci stele de Dave Meltzer. Deși au remarcat caracterul repetitiv al evenimentului, criticii au lăudat, de asemenea, meciul în patru echipe WrestleMania Showcase, Logan Paul vs. Seth "Freakin" Rollins, Rey Mysterio vs. Dominik Mysterio și meciul Hell in a Cell. Utilizarea de către WWE a imaginilor de la Auschwitz într-un videoclip care promovează meciul lui Rey Mysterio a atras critici pentru exploatarea imaginilor istorice autentice, ceea ce a determinat WWE să își ceară scuze și să afirme că includerea sa s-a datorat unei erori de editare.